# Sârca (okręg Jassy)
Sârca – wieś w Rumunii, w okręgu Jassy, w gminie Bălțați. W 2011 roku liczyła 989 mieszkańców.